# Polska fasola z orzełkiem
Polska fasola z orzełkiem, fasola niepodległości – karłowa odmiana, kultywar fasoli zwykłej (łac. Phaseolus vulgaris), uprawiana dawniej na terenie trzech zaborów. 21 września 2010 r. wpisana na listę produktów tradycyjnych Ministerstwa Rolnictwa i Rozwoju Wsi. W 2017 roku została zarejestrowana w Arce Smaku Slow Food jako odmiana lokalna, zanikająca, wymagająca ochrony i ściśle związana z kulturą polską.

## Charakterystyka

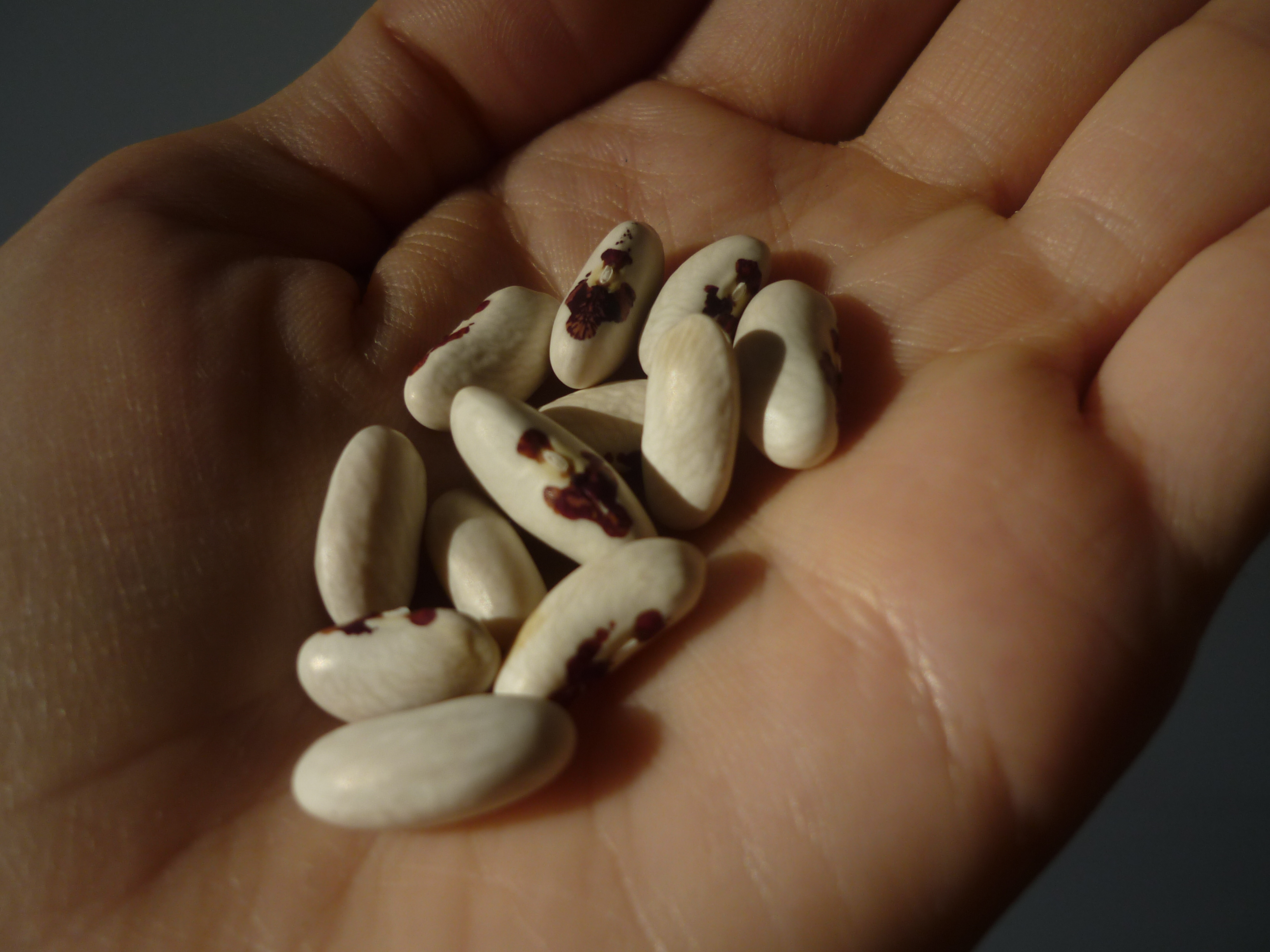
Nasiona polskiej fasoli z orzełkiem z uprawy na Dolnym Śląsku (2019).

Nasiona są długości od 15 do 20 mm, w przekroju od 8 do 10 mm. Masa tysiąca nasion to około 640 g. Nasiona o owalnym, podłużnym kształcie, lekko spłaszczone o barwie białej, błyszczące. Suche są śliskie i twarde. Najbardziej charakterystyczną cechą odmiany jest plama w okolicy znaczka od strony brzusznej w kolorze wiśniowo-czerwonym, w kształcie orła. W przekroju nasiona biało-kremowe. Smak typowy dla fasoli. Nie krzyżuje się łatwo z innymi odmianami. Przy niesprzyjających warunkach uprawy może tracić swoje charakterystyczne znamię.

## Historia
Badania prowadzone przez specjalistów ze Slow Food Dolny Śląsk wskazują, że w XIX wieku ta odmiana fasoli (w zakresie formy znamienia) była już wyodrębniona na terenie Europy Wschodniej, Środkowej i Południowej. Obecnie znana jest na Łotwie i w Polsce. Na Sycylii jest uprawiana podobna odmiana i prawdopodobnie stąd przywędrowała ona na teren Polski, gdzie zyskała nową narrację patriotyczną. Ani na Łotwie, ani na Sycylii, odmiana ta nie ma skojarzeń z patriotyzmem i jest to konotacja wyjątkowa dla Polski.
Z powodu skojarzenia kształtu znamienia z wizerunkiem ptaka z rozpostartymi skrzydłami, a tym samym z polskim godłem orła z koroną, polska drobna szlachta i chłopi uprawiali ją w geście patriotycznym, co w zaborze rosyjskim spowodowało zakaz ze strony caratu. Konspiracyjna kontynuacja upraw pomiędzy zagonami ziemniaków była przyczyną kar chłosty. Fasola ta występowała w XIX wieku w różnych regionach dawnej Rzeczypospolitej, a także na obszarze Dolnego Śląska i Łużyc oraz na terenie Kresów Wschodnich i na Łotwie, gdzie jest do dziś uprawiana. Jako odmiana o tym wyglądzie nie jest znana w Meksyku, skąd m.in. pochodzi gatunek fasoli zwykłej (łac. Phaseolus vulgaris).
Uprawy odnaleziono w XX wieku w kilku regionach Polski. Niektóre z nich zostały udokumentowane przez ekspedycję naukową Zakładu Zasobów Genowych Instytutu Ogrodnictwa w Skierniewicach.
Obecnie Polska Fasola z Orzełkiem uprawiana jest w różnych regionach Polski, a nasiona pochodzą z różnych źródeł. Nasiona z paszportem są w posiadaniu Zakładu Zasobów Genowych Instytutu Ogrodnictwa oraz uprawnionych gospodarstw rolnych. Fasola o tym wyglądzie uprawiana jest obecnie na przykład na Lubelszczyźnie, Mazowszu, Wielkopolsce, Sądecczyźnie, Małopolsce, Kujawach i Dolnym Śląsku. W handlowym obrocie znajduje się kilka odmian fasoli nazywanej „fasola orzełek”, „fasola patriotyczna”, z których większość nie jest Polską Fasolą z Orzełkiem. Najczęściej są to odmiany meksykańskie lub niekontrolowane mieszańce.